# مايكل بينيت
مايكل بينيت (بالإنجليزية: Michael Bennet) محامي أمريكي ورجل أعمال وسياسي يتولى منصب عضو مجلس الشيوخ الأمريكي عن ولاية كولورادو منذ عام 2009، ليكون بذلك من بين أقدم أعضاء المجلس. وبصفته عضو في الحزب الديمقراطي، عُين في هذا المقعد عندما أصبح السناتور كين سالازار وزيرًا للداخلية. عمل بينيت سابقًا مديرًا عامًا لشركة أنشوتز للاستثمار، وكبير موظفي عمدة دنفر (وزميله المستقبلي في مجلس الشيوخ) جون هيكنلوبر، ومشرفًا على مدارس دنفر العامة.
بينيت هو نجل دوغلاس جيه. بينيت، المسؤول السابق في وزارة الخارجية ورئيس جامعة ويسليان. في بداية مسيرته المهنية، عمل بينيت مع حاكم ولاية أوهايو ريتشارد سيليست. وحصل على درجة الدكتوراه في القانون من كلية الحقوق في جامعة ييل، وعمل كاتبًا قانونيًا، وكان مستشارًا لنائب المدعي العام الأمريكي في فترة رئاسة بيل كلينتون.
شغل بينيت منصب كبير موظفي جون هيكنلوبر، العمدة آنذاك، من 2003 إلى 2005، وأصبح مشرفًا على منظومة المدارس العامة في دنفر في يوليو 2005. عينه الحاكم بيل ريتر في مقعد مجلس الشيوخ الأمريكي بعدما أخلاه كين سالازار عندما أصبح وزيرًا للداخلية في يناير 2009. فاز بينيت في انتخابات مجلس الشيوخ عام 2010، متغلبًا على المرشح الجمهوري كين باك. وترأس لجنة الحملة الديمقراطية في مجلس الشيوخ (دي. إس. سي. سي.) لدورة 2014، وأعيد انتخابه لمجلس الشيوخ في عامي 2016 و2022.
في 2 مايو 2019، أعلن بينيت ترشحه عن الحزب الديمقراطي لمنصب رئيس الولايات المتحدة. وانسحب من السباق في 11 فبراير 2020، بعد أداء ضعيف في الانتخابات التمهيدية في نيو هامبشاير.

## بدايات حياته وتعليمه
ولد بينيت في مدينة نيودلهي في الهند. والدته هي سوزان كريستين بينيت (اسمها قبل الزواج سوزان كليجمان)، وهي أمينة مكتبة مدرسة ابتدائية متقاعدة، وناجية يهودية من الهولوكوست، ولدت عام 1938 في مدينة وارسو في بولندا، وهاجرت إلى الولايات المتحدة الأمريكية مع عائلتها عام 1950، نجا والداها من السجن في غيتو وارسو. أما والده فهو دوغلاس جيه. بينيت، ولد في نيوجيرسي، وعمل مساعدًا لتشيستر باولز، سفير الولايات المتحدة في الهند آنذاك. أدار دوغلاس بينيت الوكالة الأمريكية للتنمية الدولية في عهد الرئيس جيمي كارتر، وشغل منصب الرئيس والمدير التنفيذي للإذاعة الوطنية العامة (1983-1993) ومساعد وزير الخارجية لشؤون المنظمات الدولية في حكومة كلينتون (1993-1995). عمل جده، دوغلاس بينيت، مستشارًا اقتصاديًا في حكومة فرانكلين دي. روزفلت.
نشأ بينيت في العاصمة واشنطن، حيث عمل والده مساعدًا لنائب الرئيس هيوبرت همفري، من بين عدة سياسيين آخرين. مكث سنتين في الصف الثاني بسبب معاناته مع اضطراب عسر القراءة. والتحق بمدرسة القديس ألبانز - وهي مدرسة تحضيرية نخبوية للبنين - وعمل مراسلًا لمجلس الشيوخ في حي الكابيتول هيل.
وفي 1987، حصل بينيت على درجة بكالوريوس الآداب في التاريخ من جامعة ويسليان، الجامعة الأم لوالده وجده. وأصبح عضوًا في أخوية بيتا ثيتا باي في ويسليان. وفي 1993، حصل بينيت على درجة دكتوراه في القانون من كلية الحقوق بجامعة ييل، حيث ترأس تحرير دورية ييل للقانون.

## بداية مسيرته المهنية
عمل في الفترة الممتدة بين عامي 1988 و1990، بعد التحاقه بجامعة ييل، مساعدًا لحاكم ولاية أوهايو ريتشارد سيليست. وبعد تخرجه من كلية الحقوق، عمل كاتبًا قانونيًا في محكمة الاستئناف الفيدرالية عن الدائرة الرابعة ومساعدًا للمحامي لويد كتلر في العاصمة واشنطن. ثم عمل مستشارًا لنائب المدعي العام خلال فترة رئاسة بيل كلينتون. عمل والده، دوغلاس بينيت، مساعدًا لوزير الخارجية لشؤون المنظمات الدولية في البيت الأبيض في عهد كلينتون. غادر بينيت الشرق وتوجه غربًا بعد انقضاء مدة العمل المحددة له مساعدًا للمدعي العام الأمريكي في ولاية كونيكتيكت. وبعد فترة وجيزة أمضاها في مونتانا، انتقل عام 1997 مع خطيبته إلى كولورادو. عمل بينيت مديرًا إداريًا لشركة أنشوتز الاستثمارية لمدة ست سنوات في دنفر، حيث ترأس عملية إعادة هيكلة لإحدى شركات النفط وساعد في دمج ثلاث من سلاسل دور السينما في مجموعة ريغال الترفيهية.
أثناء عمله في شركة أنشوتز، أصبح بينيت صديقًا لزميله - خريج جامعة ويسليان أيضًا - جون هيكينلوبر، إذ قدم المشورة بشكل غير رسمي لحملة الأخير الناجحة لمنصب عمدة دنفر. وبعد العودة إلى الخدمة العامة، شغل بينيت منصب كبير موظفي هيكينلوبر لمدة عامين.
اختارت لجنة التعليم في دنفر بينيت مشرفًا على مدارس دنفر العامة في 27 يونيو 2005، وتولى منصبه في 1 يوليو. لم يكن لديه أي خبرة في الإشراف المدرسي. تحت قيادة بينيت، زاد عدد الطلاب المسجلين في مدارس دنفر العامة، وانخفضت معدلات التسرب، وتحسنت معدلات التخرج والالتحاق بالجامعات. وبقيت هذه التوجهات في نفس معدلاتها حتى بعد مغادرة بينيت منصبه. تعاون بينيت مع المعلمين وأفراد المجتمع المحلي لتطوير خطة دنفر، وماهيتها الالتزام بزيادة نجاح الطلاب من خلال التركيز على توقعات أعلى، وفرص تطوير مهني أفضل للمعلمين، ومشاركة أعمق مع المجتمع والمعنيين بالأمر. تعاون بينيت ومدينة دنفر مع فاعلي الخير من القطاع الخاص لزيادة نسب تسجيل الطلاب بالجامعات وتخفيض التكاليف بشكل مقبول وبأسعار مقبولة لخريجي مدارس دنفر العامة. وذكرت دورية دنفر بوست عن فترة ولايته: «شكل بينيت قوة دفعت بالإصلاحات ووجهت ثاني أكبر منطقة في الولاية نحو ثقافة النجاح».
في 2008، أقنع بينيت مجلس التعليم في دنفر بالدخول في صفقة سندات مالية مدتها 30 عامًا بقيمة 750 مليون دولار بأسعار فائدة متغيرة مصممة للتقلب مع تغير الظروف الاقتصادية. ووفقًا لدورية نيويورك تايمز، «في وقت قصير، سارت الصفقة على نحو خاطئ بسبب الضغوط في أسواق الائتمان، والمشاكل مع شركة التأمين على السندات، والهبوط الحاد لأسعار الفائدة». واعتبارًا من 2010، دفعت المؤسسة التعليمية 115 مليون دولار على شكل فوائد ورسوم أخرى، أي أكثر مما هو متوقع في الأساس بنحو 25 مليون دولار على الأقل.
كان بينيت من بين عدة مسؤولين اقتُرحت أسماؤهم لمنصب وزير التعليم في حكومة أوباما، وقد شغله في النهاية آرني دنكان. كان بينيت وزوجته من أوائل المؤيدين لأوباما خلال الانتخابات التمهيدية الديمقراطية لعام 2008، وكان من بين الذين قدموا المشورة لأوباما بشأن قضايا التعليم.

## مجلس الشيوخ الأمريكي

### التعيين
في 3 يناير 2009، عين حاكم ولاية كولورادو، بيل ريتر، بينيت لشغل المقعد الذي أخلاه وزير الداخلية الأمريكي كين سالازار في مجلس الشيوخ الأمريكي في 20 يناير. اختار ريتر بينيت بعد إجراء مقابلات مع العديد من الديمقراطيين البارزين في كولورادو، وتولى بينيت المنصب بمباركة هيكنلوبر. عند توليه منصبه في 21 يناير 2009، أصبح أصغر عضو في مجلس الشيوخ في الكونغرس الأمريكي بدورته الحادية عشرة بعد المئة لمدة خمسة أيام - حتى تعيين السيناتور كيرستين جيليبراند - وقال إنه سيسعى إلى الترشح في نهاية فترة ولاية سالازار في 2010.
في مقاله المنشور عن شهر يناير 2011 في دورية التايم بعنوان «إحداث تغييرات جذرية في المدارس في عام مضطرب أساسًا»، قال أندرو جيه. روثرهام عن بينيت: «إذا عُدل القانون الفيدرالي 'لن يتخلف أي طفل عن الركب' هذا العام، أو إذا حدث أي شيء آخر ذي أهمية في واشنطن بشأن السياسة التعليمية، فسيكون هذا الديمقراطي القادم من كولورادو في محور الحدث».